# يانيك كوزاك
يانيك كوزاك (18 يناير 1985 بأجاكسيو في فرنسا - ) (بالفرنسية: Yannick Cahuzac)‏ هو لاعب كرة قدم فرنسي في مركز الوسط. شارك مع منتخب كورسيكا لكرة القدم. أما مع النوادي، فقد لعب مع نادي باستيا.

## روابط خارجية
- يانيك كوزاك على موقع رابطة كرة القدم الفرنسية للمحترفين (الإنجليزية)
- يانيك كوزاك على موقع إي إس بي إن إف سي (الإنجليزية)
- يانيك كوزاك على موقع قاعدة بيانات كرة القدم.إي يو (الإنجليزية)
- يانيك كوزاك على موقع ليكيب (الفرنسية)
- يانيك كوزاك على موقع Soccerway.com (الإنجليزية)
- يانيك كوزاك على موقع عالم كرة القدم.نت (الإنجليزية)
- يانيك كوزاك على موقع AS.com (الإسبانية)